# Ammie, Come Home
Ammie, Come Home è un romanzo di Barbara Michaels del 1968. Si tratta del primo romanzo della cosiddetta Georgetown Trilogy.

## Trama
La vedova Ruth Bennett è un'elegante quarantenne di Georgetown, Washington, che ha ereditato una bellissima vecchia casa da un lontano parente. La donna vive con la nipote Sara, studentessa in una scuola locale.
Quando Sara invita a casa il suo professore di antropologia per un tè, Ruth si sente fortemente attratta dal carismatico professor Pat MacDougal. Ben presto le due famiglie, i MacDougal e i Bennett, iniziano a frequentarsi. Durante una serata, Ruth propone di fare una seduta spiritica nella sua dimora.
Alle seduta spiritica sono invitati un ristretto gruppo di persone tra cui lo stesso Pat e il cinico fidanzato di Sara, Bruce. La serata inizia bene, ma prende una brutta piega quando il medium collassa nel mezzo della seduta e Sara cade in uno stato di trance. A partire da quel momento iniziano a succedere strane cose in casa e Sara inizia a comportarsi in modo strano e a parlare con una voce che non è la sua.
Ruth, Pat, Bruce e Sara decidono di indagare per scoprire che cosa è accaduto in quella casa....

## Sequel
Il romanzo ha avuto due sequel: Shattered Silk (1986) e Stitches in Time (1995).

## Adattamento televisivo
Dal libro è stato tratto nel 1970 un film televisivo intitolato La casa che non voleva morire, diretto da John Llewellyn Moxey ed interpretato da Barbara Stanwyck, Richard Egan e Kitty Winn.